# Rolwaling Himal
Der Rolwāling Himāl (Nepali रोल्वालिङ् हिमाल) ist ein Abschnitt des Himalaya im östlichen und zentralen Nepal an der Grenze zu Tibet.
Der Rolwaling Himal umschließt den Melungtse (7181 m) und Melungtse II (7023 m) in Tibet und den Gauri Sankar (7134 m) an der nepalesischen Grenze mit 50 weiteren Gipfeln über 6000 m auf einer Strecke vom Nangpa-La-Pass mit dem Übergang zum Mahalangur Himal südwestlich bis zum Fluss Tamakoshi. Der Lapche Kang erhebt sich vom Tamakoshi nach Nordwesten. Der Rolwaling Himal wird im Süden vom Tal des Rolwaling Chu durchschnitten, in dem sich verschiedene kleine Sherpa-Dörfer befinden. Es dauert fünf bis sechs Tage bis man Namche Bazar über den Tasilapcha-Pass erreicht. Man kann auf diesem Wege auch das Mount Everest Base Camp erreichen sowie Lukla.
Der Zugang zum Tal erfolgt zu Fuß über ein Wegesystem von Jagat oder Lamabagar (230 km östlich von Kathmandu). Ein europäischer Trek von Jagat nach Beding dauert normalerweise vier bis fünf Tage. Man erreicht Beding über den Tansinam und über den Daldung La-Pass (4500 m) oder Simigaun.
Der Tsho Rolpa (oder Chho Rolpa), einer der größten Gletscherseen Nepals, liegt auf einer Höhe von 4580 m im Rolwaling-Tal. Das Rolwaling wurde bis 2017 vom Gaurishankar Development Committee verwaltet. Die erste westliche Erkundung der Region wurde durch Eric Shipton 1951 während Erkundungsarbeiten für den Mount Everest vorgenommen.
Temba Tsheri (Nepali तेम्बा छिरी) ist ein Sherpa aus dem Ort Tansinam bei Dolakha im Rolwaling-Tal. Am 24. Mai 2001 war er im Alter von 16 Jahren und 14 Tagen der jüngste Besteiger des Mount Everest.